# Étienne Hubert
Étienne Hubert (Sedán, 27 de enero de 1988) es un deportista francés que compitió en piragüismo en la modalidad de aguas tranquilas.
Ganó tres medallas en el Campeonato Mundial de Piragüismo entre los años 2010 y 2019, y dos medallas en el Campeonato Europeo de Piragüismo, en los años 2014 y 2024.

## Palmarés internacional
| Campeonato Mundial | Campeonato Mundial     | Campeonato Mundial | Campeonato Mundial |
| Año                | Lugar                  | Medalla            | Competición        |
| ------------------ | ---------------------- | ------------------ | ------------------ |
| 2010               | Poznań (Polonia)       | Medalla de oro     | K4 1000 m          |
| 2014               | Moscú (Rusia)          | Medalla de plata   | K1 4 × 200 m       |
| 2019               | Szeged (Hungría)       | Medalla de bronce  | K2 1000 m          |
| Campeonato Europeo |                        |                    |                    |
| Año                | Lugar                  | Medalla            | Competición        |
| 2014               | Brandeburgo (Alemania) | Medalla de plata   | K2 1000 m          |
| 2024               | Szeged (Hungría)       | Medalla de bronce  | K2 1000 m          |